# Flaga obwodu jarosławskiego
Flaga obwodu jarosławskiego (NHR:848) – jeden z symboli tegoż obwodu; została przyjęta 27 lutego 2001 r.

## Opis
Flaga obwodu jarosławskiego ma postać prostokąta o żółtym kolorze, stosunek długości do szerokości wynosi 2:3. W centrum jego jest czarny niedźwiedź, trzymając lewej łapie na lewym barku srebrną halabardę z czerwonym drzewcem.